# Paola Ferrari
Paola Francesca Ferrari (Milano, 6 ottobre 1960) è una giornalista e conduttrice televisiva italiana.
Attiva in Rai fin dagli anni novanta, ha condotto i principali programmi sportivi della televisione pubblica, come La Domenica Sportiva e 90º minuto.

## Biografia
Ha iniziato come attrice di fotoromanzi in Grand Hotel e ha debuttato in televisione nel 1977 come centralinista in Portobello, condotto da Enzo Tortora, venendo riconfermata nella seconda edizione del programma (1977-78). Ha collaborato quindi come giornalista sportiva per la rete lombarda Telenova, gestita dai Paolini, e scrive sul giornale per ragazzi Intrepido alcuni articoli sul calcio. Realizza per la Rai nel 1988 alcuni servizi per la Domenica Sportiva, venendo poi assunta in azienda nel 1992. Nel 1995 ha affiancato Gianni Cerqueti a Dribbling, per poi passare alla conduzione della Domenica Sportiva dal 1996 al 1999.
Nel 1999 è passata al TG2, conducendo anche la rubrica Costume & Società; dallo stesso anno fino al 2002 ha condotto l'edizione della notte del notiziario mentre dal 2000 ha condotto l'edizione delle 13 del TG2 . Nel biennio 2002-2003 ha presentato Pole Position, in coppia con Amedeo Goria. Nella stagione 2003-2004, è stata alla guida di 90º minuto, divenendo la prima donna a condurre il programma. Durante il campionato europeo di calcio 2004 ha condotto la trasmissione di seconda serata di Rai 2 I figli di Eupalla, insieme a Linus. È rimasta a 90º minuto per un'altra stagione (2004-2005) fino alla cessazione del programma per lo scadere dei diritti Rai sulla Serie A.
Nel 2005 ha inoltre partecipato come concorrente allo show di Milly Carlucci Ballando con le stelle, tornandovi per l'edizione successiva in qualità, stavolta, di giurata del torneo per bambini. Nella stagione 2005-2006 è tornata alla Domenica Sportiva con Marco Mazzocchi e ha condotto in occasione del campionato mondiale di calcio 2006 la trasmissione Dribbling Mondiale. Dal 12 settembre 2006 è stata alla guida su Rai 2 di Martedì Champions, programma che racconta e sintetizza a caldo gli incontri del martedì della Champions League. Dall'autunno 2008 ha condotto anche Un mercoledì da campioni, altro programma Rai dedicato alla Champions League, e Play Off Champions.
Il 28 febbraio 2008 ha presentato la propria candidatura alla Camera dei deputati nelle elezioni politiche nella XV Circoscrizione (Lazio I) per La Destra di Francesco Storace e Daniela Santanchè. Nel 2010 ha condotto da Piazza di Siena a Roma Notti mondiali assieme a Gian Piero Galeazzi e Maurizio Costanzo (denominata da lei stessa la strana coppia), in collegamento con Notti mondiali di Jacopo Volpi da Johannesburg. Sempre nel 2010 è tornata alla Domenica Sportiva. Dall'8 giugno al 1º luglio 2012 ha condotto su Rai 1 e Rai 3 Stadio Europa. Nel settembre 2014, dopo essere stata sostituita alla conduzione del programma la Domenica sportiva dalla collega Sabrina Gandolfi, ha suscitato l'attenzione dei mass media il suo dissenso in merito all'allontanamento dalla trasmissione, entrando in polemica con la nuova conduttrice e con il collega Marco Mazzocchi.
Nel 2015-2016 è tornata a condurre 90º minuto dopo dieci anni, questa volta con Marco Mazzocchi. Insieme a lui ha condotto anche i pre e post-partita del Campionato europeo di calcio 2016. Da agosto 2016 conduce ancora 90º minuto, questa volta con Alberto Rimedio e Mario Sconcerti.
Dal 2018 conduce, affiancata da Paolo Rossi, gli appuntamenti pre e post-partita delle partite di calcio in onda su Rai 1.
Nell'estate del 2020 conduce 90º minuto flash nei post-partita di Serie A e per la stagione seguente alla domenica torna al timone di 90º minuto, affiancata da Enrico Varriale. Fa un cameo in Ritorno al crimine, film del 2021. 
Dal 20 marzo 2021 torna ad essere volto Rai per la Nazionale Calcio Azzurra e conduce i pre e post-partita del Campionato europeo. Nell'agosto di quell’anno dichiara alla stampa che seguirà la Nazionale italiana di calcio verso il Campionato mondiale di calcio 2022 in Qatar e che subito dopo terminerà la sua esperienza lavorativa con la Rai per dedicarsi al Lucisano Media Group. Tuttavia nel marzo del 2022, prima dei play-off dell’Italia (che ha fallito la qualificazione per la seconda volta consecutiva), viene rimossa dalla conduzione dei pre e post-partita su decisione della direttrice di Rai Sport Alessandra De Stefano; a succederle è Alessandro Antinelli. Il mese seguente esce al cinema il primo film prodotto da lei con i Lucisano e Vision Distribution, Power of Rome, un docu-film con Edoardo Leo. 
Per la stagione 2022/2023 viene annunciata come conduttrice, con opinionista Federica Cappelletti, vedova di Paolo Rossi, della seconda parte di Domenica Dribbling, nuovo programma pomeridiano di Rai 2 che precede 90º minuto; il programma parte solo il 16 ottobre e alla Ferrari, che conduce infine affiancata dall'ex tennista Adriano Panatta, è riservata la terza parte che va in onda dalle 17:00 alle 18:00.
L'anno seguente torna alla guida di 90º minuto affiancata da Paolo Paganini e di Notti europee con Marco Mazzocchi per Euro 2024. Per la stagione seguente conduce 90º Minuto di Sabato e lo speciale per i turni infrasettimanali con Paolo Paganini.

## Attività imprenditoriali
Inizia nel 2014 il suo percorso imprenditoriale con il 33% della Visibilia Pubblicità dell'amica Daniela Santanchè, società attiva nel mondo dell'editoria per le riviste attraverso Visibilia Editore, di cui detiene il 5,4% ed è la vicepresidente. Nel 2016 lascia la società per le frizioni con la Santanchè relative alla gestione. Nel contempo Paola Ferrari presenta una denuncia per infedeltà patrimoniale in relazione alle acquisizioni dei periodici Novella 2000 e Visto che però finisce archiviata. Nell'estate del 2023 tramite la sua Alevi srl acquista il 25% di Visibilia Concessionaria dalla Immobiliaria Dani della Santanché per 200.000 euro.
Dal 2017 è socia di Lucisano Media Group, società quotata nella Borsa Italiana nell'indice FTSE Italia Growth, e consigliere di Amministrazione con delega a Documentari, Docufilm e New media.

## Vita privata
Dopo aver avuto una relazione prima con Eros Ramazzotti e poi con Alberto di Monaco, il 10 aprile 1997 ha sposato l'imprenditore Marco De Benedetti; la coppia ha due figli: Alessandro (1999) e Virginia (2000). Si considera cattolica e devota di san Francesco d'Assisi.

## Attivismo
- Nel 2013 diventa socia dell'associazione culturale Parlamento della Legalità Internazionale[23], che ha come obiettivo l'educazione alla cittadinanza attiva, a partire dal tema dell'integrazione e dell'intercultura tra i vari popoli.[24]

## Premi e riconoscimenti
- Nel 1999 riceve il premio giornalistico Beppe Viola.[25]
- Nel 2004 riceve il premio USSI-CONI come migliore giornalista sportiva.[26]
- Nel 2006 è la prima donna a vincere il premio Brera, riconoscimento nato con l'intento di promuovere la memoria del noto giornalista.[27]
- Nel 2016 riceve il premio Moige durante la cerimonia indetta e patrocinata della Polizia di Stato.[28]

## Televisione
- Portobello (Rete 2, 1977-1978)
- Buon anno musica 1985 (Italia 1, 1985)
- Intrepido (Telelombardia, 1987)
- Dribbling (Rai 2, 1995-1996)
- La Domenica Sportiva (Rai 3, 1996-1998; Rai 2, 1998-1999, 2005-2006, 2010-2014, 2019-2020)
- TG2 Costume e società (Rai 2, 1999)
- TG2 (Rai 2, 2000-2002)
- Pole Position (Rai 1, 2002-2003)
- 90º minuto (Rai 1, 2003-2005; Rai 2, 2015-2018, 2020-2021, 2023-2024)
- Notti europee - I figli di Eupalla (Rai 2, 2004)
- Ballando con le stelle (Rai 1, 2005-2006) concorrente
- Dribbling Mondiale (Rai 1, 2006)
- Martedì Champions (Rai 2, 2006-2010)
- Un mercoledì da campioni (Rai 2, 2008-2010)
- Notti mondiali (Rai 1, 2010)
- Stadio Europa (Rai 1, Rai 3, 2012)
- UEFA Euro 2016 (Rai 1, 2016)
- Le spose di Costantino (Rai 2, 2018)
- Pre e post partite Nazionale e Coppa Italia (Rai 1, 2018-2021)
- Champions League Magazine (Rai 1, 2018-2019)
- 90º gol flash (Rai 2, 2020)
- UEFA Euro 2020 (Rai 1, 2021)
- Domenica Dribbling (Rai 2, 2022-2023)
- Notti europee (Rai 1, 2024)
- 90esimo Minuto di Sabato (Rai 2, dal 2024)

## Filmografia

### Produttrice
- 2016 - You Never Had It: An Evening With Bukowski
- 2018 - The Forgotten History of Camp Monticello
- 2021 - Luigi Proietti detto Gigi, regia di Edoardo Leo
- 2022 - Power of Rome, regia di Giovanni Troilo

### Produttrice esecutiva
- 2021 - Ritorno al crimine, regia di Massimiliano Bruno - non accreditata
- 2022 - Romanzo radicale, regia di Mimmo Calopresti - non accreditata
- 2023 - Tramite amicizia, regia di Alessandro Siani - non accreditata

### Attrice
- 2021 - Ritorno al crimine, regia di Massimiliano Bruno